# Природоохоронні території Новгородської області

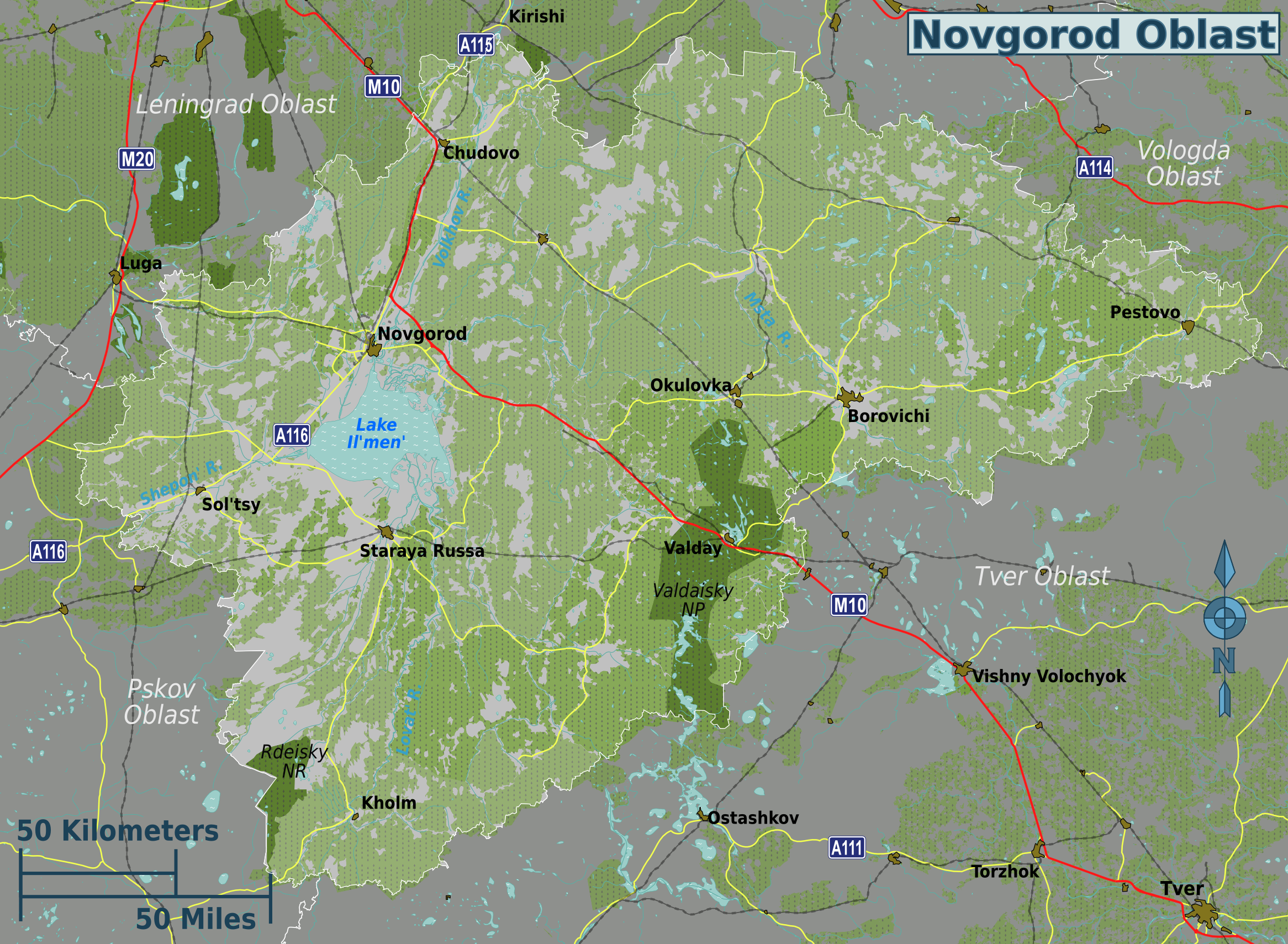
Мапа Новгородської області з найбільшими ПОТ

Природно-заповідний фонд Новгородської області — ділянки суходолу і водного простору, природні комплекси та окремі об'єкти на території Новгородської області Російської Федерації, які мають особливу природоохоронну, наукову, естетичну, рекреаційну та іншу цінність і виділені з метою збереження природної різноманітності ландшафтів та біоценозів; генофонду живої природи, ареалів та міграцій окремих видів і популяцій; підтримки екологічного балансу та забезпечення фонового моніторингу довкілля.
Станом на 2020 рік на території області налічувалось 129 природних територій під особливою охороною загальною площею 397 тис. гектарів (7,3 % загальної площі області). У перерахунку особливо охоронюваних природних територій на 1 мешканця області — 0,67 га. Серед об'єктів природно-заповідного фонду 3 федерального значення — державний природний заповідник «Рдейський», національний парк «Валдайський» і пам'ятка природи «Гай академіка Н. І. Железнова»; 127 об'єктів регіонального значення, серед яких 13 державних природних заказників (3 біологічних, 10 комплексних) і 112 пам'яток природи; 1 ландшафтна пам'ятка природи місцевого значення «Олеговий гай» у Малій Вішері. Усі охоронювані території регіонального значення перебувають у віданні Міністерства природних ресурсів, лісового господарства та екології Новгородської області. Місцями туристичного тяжіння є Валдайський нацпарк і Боровицькі пороги на Мсті та неподалік від них дендропарк на березі річки в селі Опеченський Посад. Загальний стан природоохоронних територій області задовільний.

## Заповідники
На території області створено 1 державний природний заповідник федерального значення — «Рдейський». Заповідник розташований на Приільменській низовині в зоні мішаних лісів серед найбільших в Європі Полістово-Ловатських болотних ландшафтів на південному заході області, на межі Поддорського і Холмського районів, неподалік від автомобільноо шосе Великі Луки — Великий Новгород. Загальна площа території заповідника — 36,9 тис. га, з яких 4,8 тис. га охоронної зони. Заповідник було утворено 25 травня 1994 року заради збереження унікальної системи сфагнових боліт разом із Полістовським (в межах Псковської області). Заповідник перебуває у віданні Міністерства природних ресурсів і екології Російської Федерації, адміністрація парку розташовується в місті Холм. На території заповідного об'єкта оберігається унікальний водно-болотний ландшафт південної тайги, популяції рідкісних та зникаючих видів рослин і тварин. 1973 року Полістово-Ловатська система верхових боліт включена до списку міжнародного проєкту ЮНЕСКО — Тельма; готується оформлення документації як частини світової мережі водно-болотних угідь під опікою Рамсарської конвенції. Поруч із заповідниками розташовуються Рдейський природний заказник і ландшафтно-гідрологічна пам'ятка природи — озеро Полісто.

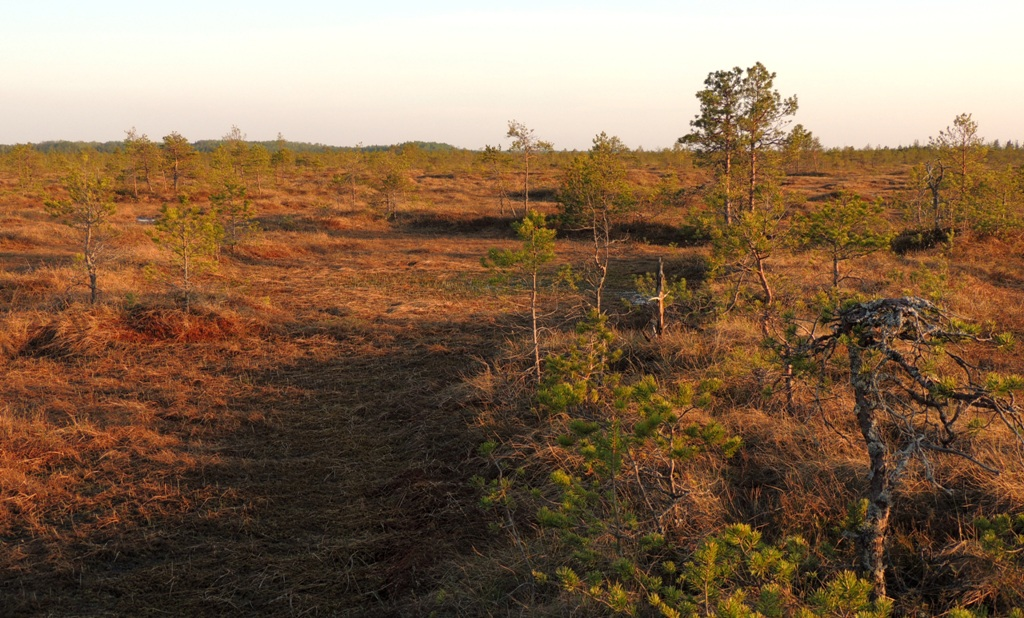
На Рдейському болоті
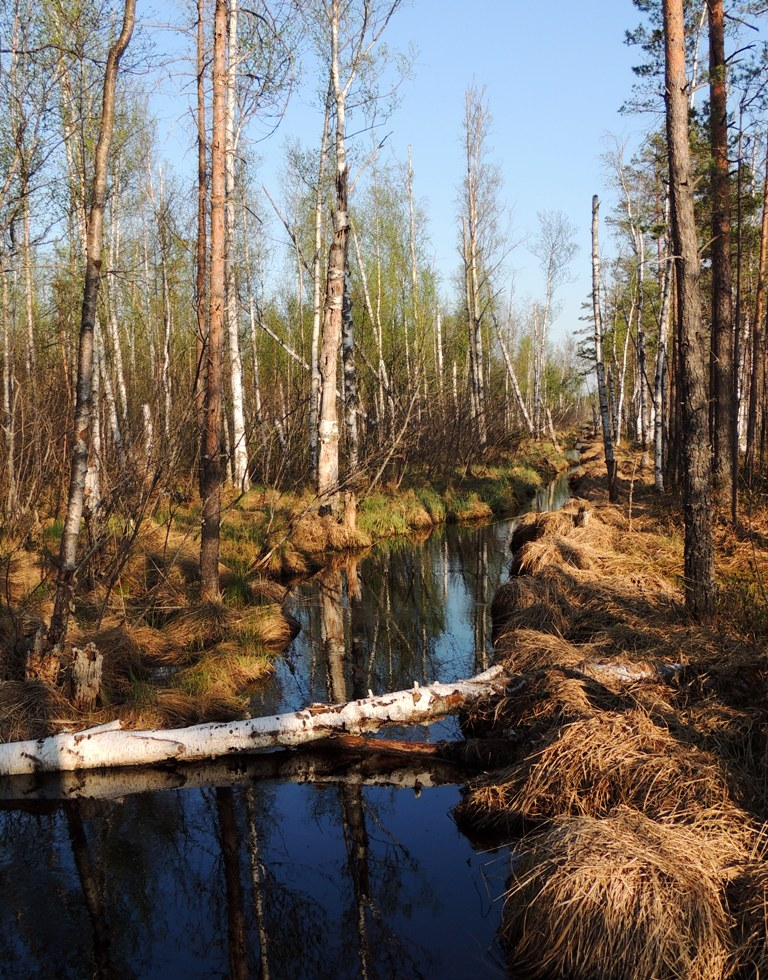
Річка Тупіченка

## Національні парки
На території області створено 1 державний природний національний парк федерального значення — «Валдайський». Національний парк розташований на південному сході області на межі 3 адміністративних районів: Валдайського (62 % території парку), Дем'янського (27 %) і Окуловського районів (11 %). Загальна площа території нацпарку — 159,1 тис. га. Парк було утворено за радянських часів, 17 травня 1990 року. Парк перебуває у віданні Міністерства природних ресурсів і екології Росії, адміністрація парку розташовується в місті Валдай. Парк має міжнародний статус біосферного резервата ЮНЕСКО. На території заповідного об'єкта зберігається унікальний озерно-лісовий комплекс Валдайської височини, створюються умови для розвитку організованого туризму заради ознайомлення з природними ландшафтами великого естетичного впливу. На території парку встановлено диференційований режим охоронюваних зон: заповідна, рекреаційна (зона регульованого використання навколо озер і річок) і обслуговування відвідувачів.

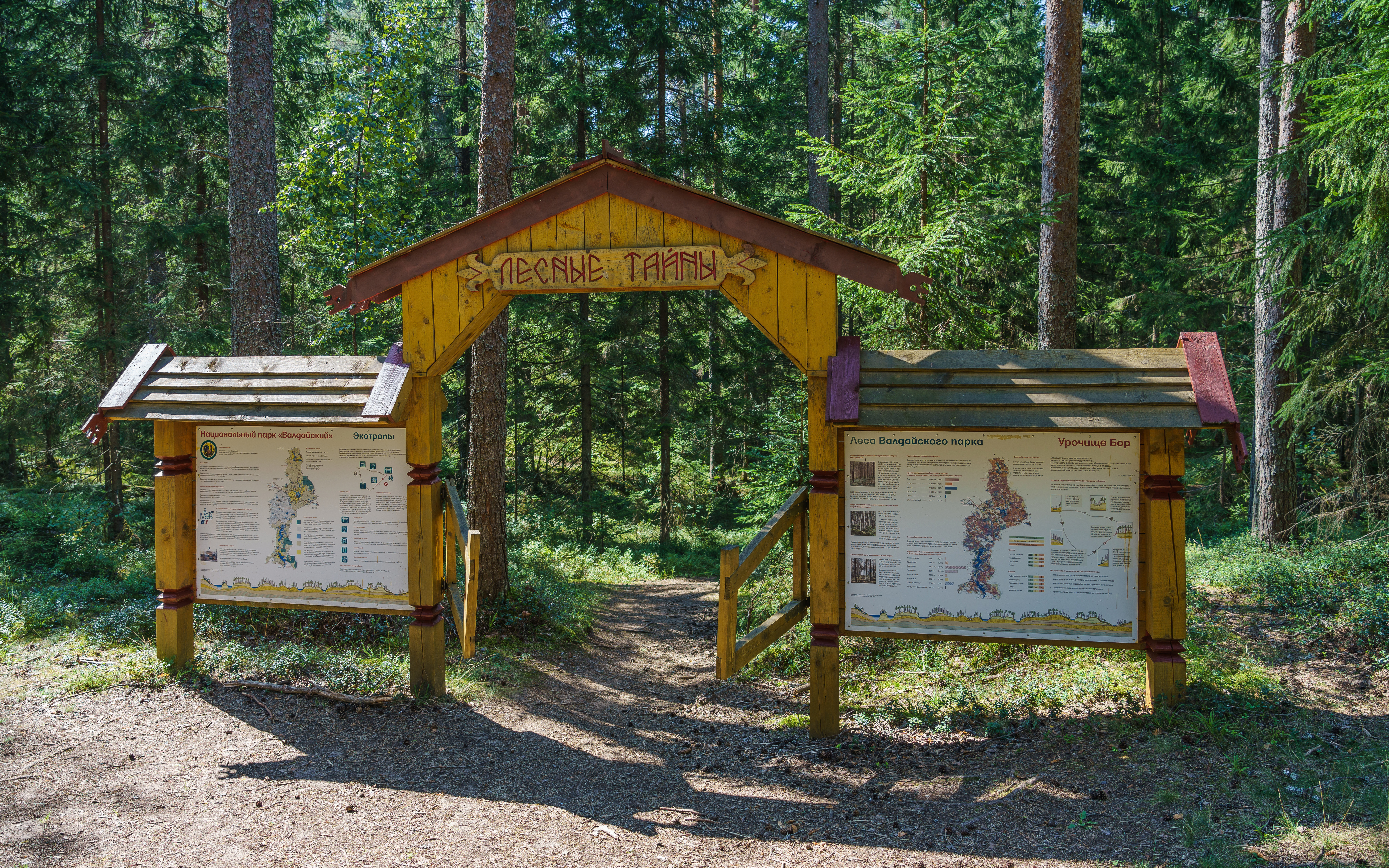
Екотропа у Валдайському нацпарку
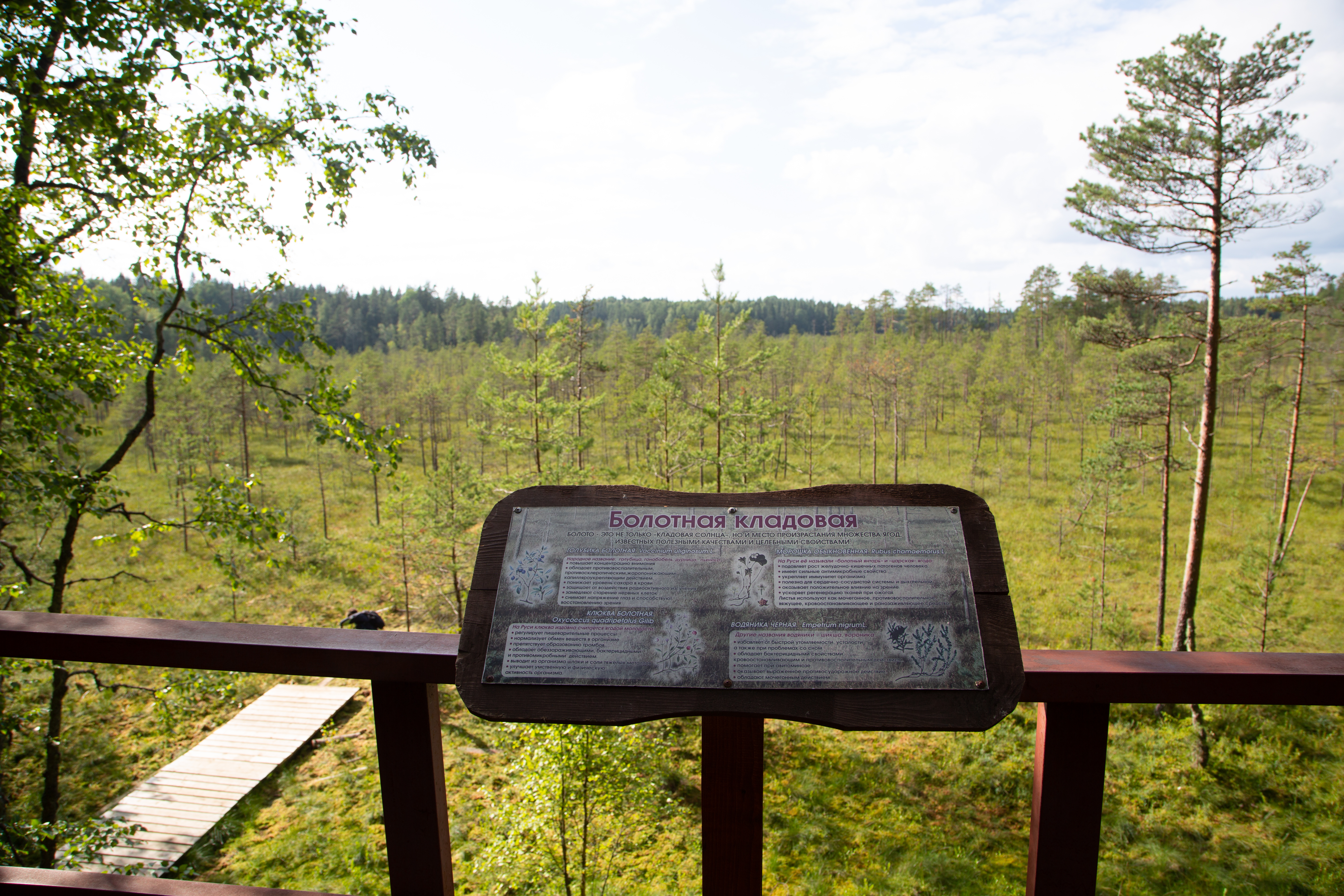
Екотропа у Валдайському нацпарку
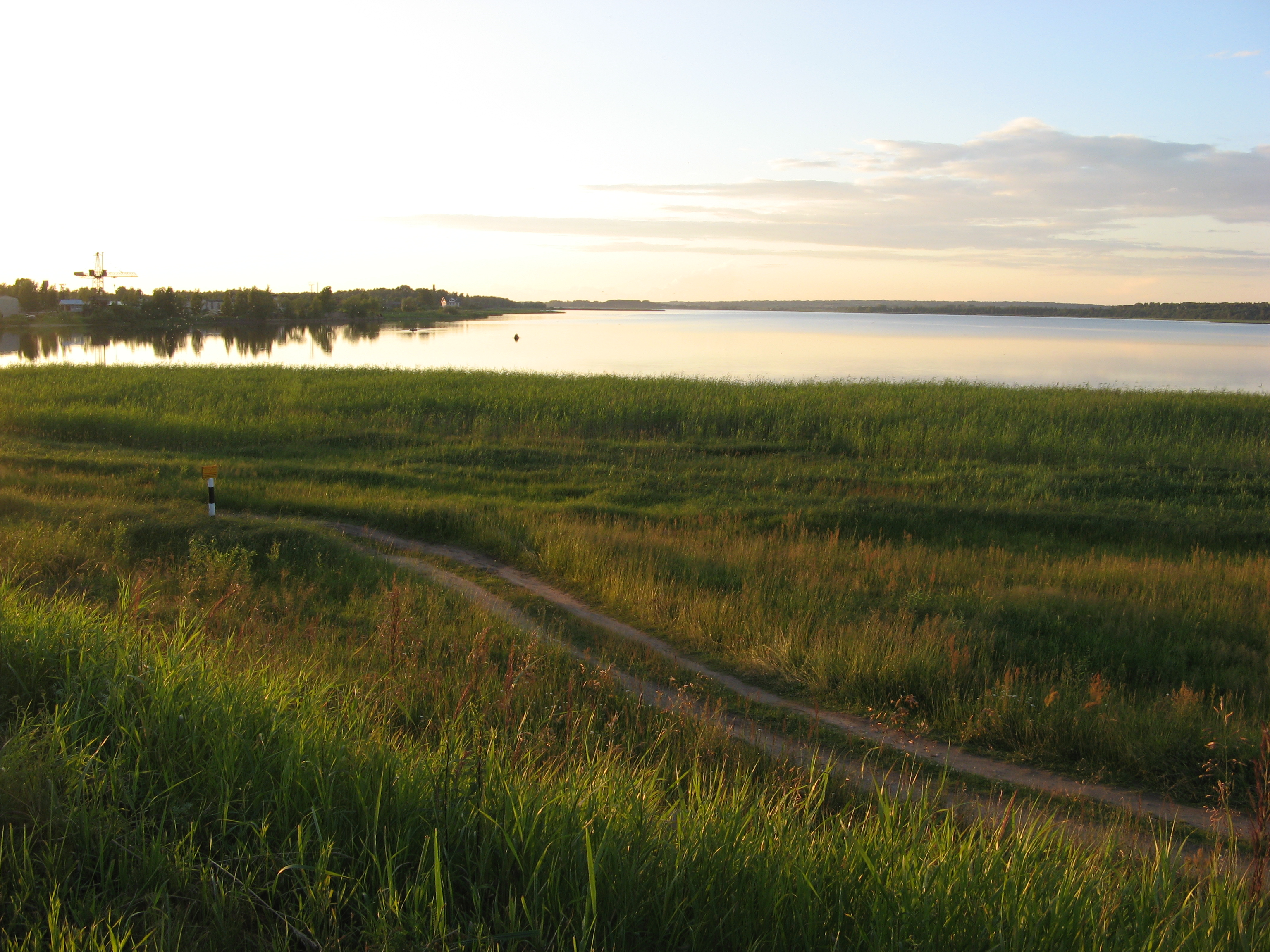
Краєвиди Валдайської височини
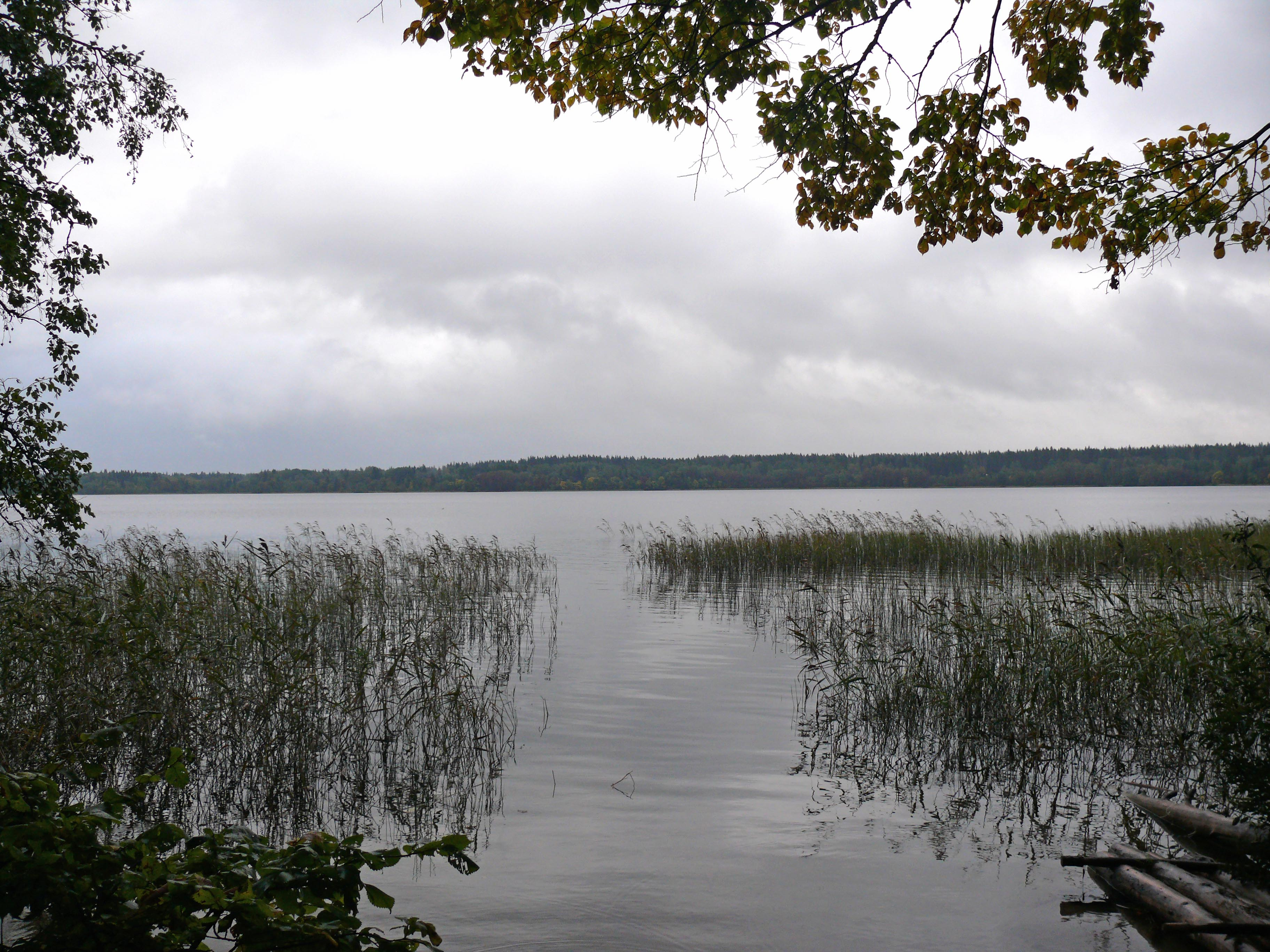
Валдайське озеро
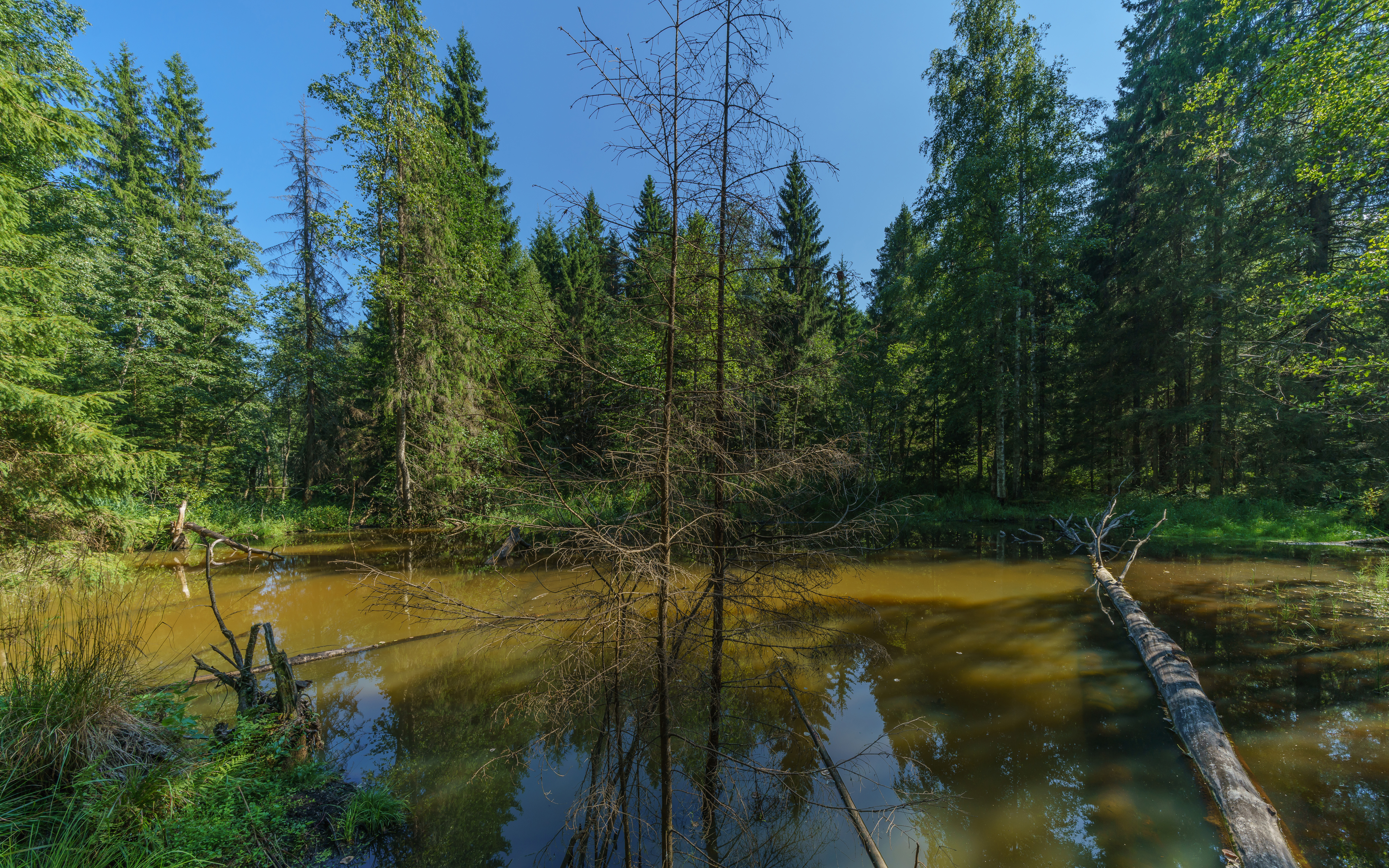
Урочище «Бір»

## Заказники
На території області створено 13 державних природних заказників: «Болото Бор», «Болото Должинське», «Усть-Волмський», «Східноільменський», «Ігоревські мохи», «Карстові озера», «Перелуцький», «Рдейський», «Редровський», «Спаські мохи», «Валдайський», «Новгородський», «Солецький». Вони призначені для збереження і відновлення природних ландшафтів, цінних водних об'єктів, рідкісних і зникаючих видів рослин. Створені в результаті наукових досліджень Всеросійського науково-дослідного інституту охорони природи (Москва) і Новгородського державного університету.
| №  | Назва             | Адмін. район                                                | Площа (тис. га) | Профіль                                 | Цінні біоценози                                                     | Особливості                                                                                | Фото |
| -- | ----------------- | ----------------------------------------------------------- | --------------- | --------------------------------------- | ------------------------------------------------------------------- | ------------------------------------------------------------------------------------------ | ---- |
| 1  | Болото Бор        | Чудовський                                                  | 3,6             | комплексний, гідрологічний, зоологічний | верхове болото                                                      | Перебуває на обліку міжнародного проєкту «Телма»                                           |      |
| 2  | Східноільменський | на межі Новгородського, Крестецького і Парфінського районів | 9,5             | комплексний, зоологічний                | первинні й видозмінені широколистяні ліси, високобонітетні осинники | Нижня частина берегової тераси озера Ільмень                                               |      |
| 3  | Должинське болото | Волотовський                                                | 3,5             | комплексний, гідрологічний, зоологічний | верхове болото                                                      | Перебуває на обліку міжнародного проєкту «Телма»                                           |      |
| 4  | Ігоревські мохи   | на межі Хвойнинського і Мошенського                         | 18,0            | комплексний, гідрологічний              | верхове болото                                                      | Метозотрофне озеро Ігор (536 га)                                                           |      |
| 5  | Карстові озера    | на межі Боровицького, Хвойнинського і Любитинського         | 17,7            | комплексний, гідрологічний              | ліси і водні об'єкти                                                | Більше 10 карстових озер                                                                   |      |
| 6  | Перелуцький       | Боровицький                                                 | 6,43            | комплексний, біологічний                | низовинні болота, заплавні луки й ліси                              | Разом із озером Болоньє                                                                    |      |
| 7  | Редровський       | Мошенський                                                  | 16,9            | комплексний, зоологічний, гідрологічний | Водні об'єкти й ліси, первинні ялинові ліси                         | Важлива орнітологічна територія міжнародного значення                                      |      |
| 8  | Рдейський         | на межі Поддорського і Холмського                           | 7,07            | комплексний, гідрологічний              | верхові болота                                                      | Разом із озером Рдейське                                                                   |      |
| 9  | Спаські мохи      | на кордоні Любитинського і Маловішерського                  | 31,2            | комплексний, гідрологічний, зоологічний | верхові болота, багаторічні заболочені ліси                         | 11 болотних озер, витоки Оскуї, Шар'ї та Бурги                                             |      |
| 10 | Усть-Волмський    | Крестецький                                                 | 2,1             | ботанічний                              | типові соснові бори                                                 | місце гніздування рідкісних птахів                                                         |      |
| 11 | Валдайський       | Валдайський                                                 | 3,4             | зоологічний                             |                                                                     | Місце гніздування і парування особливо охоронюваних видів тварин (лось, глушець, тетерук). |      |
| 12 | Новгородський     | Новгородський                                               | 5,9             | зоологічний                             |                                                                     | Місце гніздування і парування особливо охоронюваних видів тварин.                          |      |
| 13 | Солецький         | Солецький                                                   | 7,7             | зоологічний                             |                                                                     | Місце гніздування і парування особливо охоронюваних видів тварин (косуля, тетерук).        |      |

### Мисливські заказники

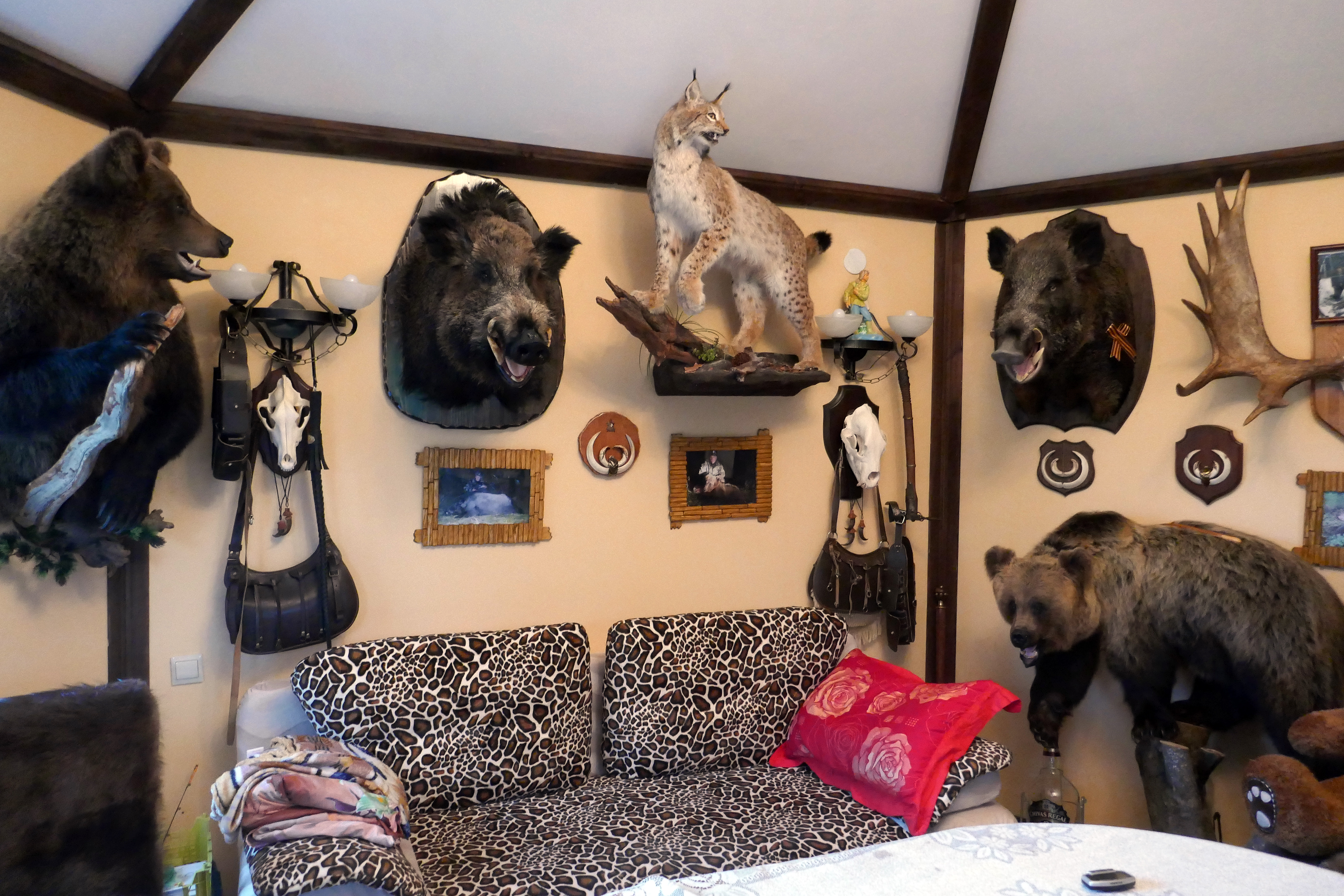
Приватна колекція опудал тварин Новгородської області в мисливському будиночку

У 2000-х роках на території колишніх мисливських заказників загальною площею 227,1 тис. га з метою збереження і відтворення чисельності окремих видів диких тварин та середовища їх проживання було створено 18 державних біологічних природних заказників під контролем Комітету мисливського і рибного господарства Новгородської області. 2008 року обласною думою з них було знято охоронний статус, що викликало протести серед місцевих жителів, екологів і біологів.
| №  | Назва          | Адмін. район   | Площа (тис. га) | Профіль     | Мета                                                             | Фото |
| -- | -------------- | -------------- | --------------- | ----------- | ---------------------------------------------------------------- | ---- |
| 1  | Батецький      | Батецький      | 10,0            | зоологічний | Збільшення популяції                                             |      |
| 2  | Боровицький    | Боровицький    | 12,8            | зоологічний |                                                                  |      |
| 3  | Валдайський    | Валдайський    | 5,4             | зоологічний |                                                                  |      |
| 4  | Дем'янський    | Дем'янський    | 10,5            | зоологічний |                                                                  |      |
| 5  | Крестецький    | Крестецький    | 9,6             | зоологічний |                                                                  |      |
| 6  | Любитинський   | Любитинський   | 10,5            | зоологічний |                                                                  |      |
| 7  | Маловішерський | Маловішерський | 13,7            | зоологічний |                                                                  |      |
| 8  | Мошенський     | Мошенський     | 12,8            | зоологічний | охорона вторинних лісів, збільшення популяції тетерука і зайця   |      |
| 9  | Новгородський  | Новгородський  | 5,88            | зоологічний |                                                                  |      |
| 10 | Окуловський    | Окуловський    | 13,9            | зоологічний |                                                                  |      |
| 11 | Парфінський    | Парфінський    | 11,0            | зоологічний |                                                                  |      |
| 12 | Пестовський    | Пестовський    | 24,8            | зоологічний |                                                                  |      |
| 13 | Поддорський    | Поддорський    | 17,1            | зоологічний |                                                                  |      |
| 14 | Солецький      | Солецький      | 14,8            | зоологічний | охорона вторинних лісів, збільшення популяції тетерука та косулі |      |
| 15 | Старорусський  | Старорусський  | 14,92           | зоологічний |                                                                  |      |
| 16 | Хвойнинський   | Хвойнинський   | 16,6            | зоологічний |                                                                  |      |
| 17 | Холмський      | Холмський      | 11,5            | зоологічний |                                                                  |      |
| 18 | Чудовський     | Чудовський     | 11,3            | зоологічний |                                                                  |      |

## Пам'ятки природи
На території області створено 1 пам'ятку природи федерального значення — «Гай академіка Н. І. Железнова», 114 регіонального і 1 місцевого — «Олеговий гай» у Малій Вішері.

### Батецький район
На території Батецького району створено 3 пам'ятки природи загальною площею 690,25 га, 2 комплексного профілю (ландшафтні) і 1 біологічна (ботанічна).
| № | Назва                                      | Тип        | Площа (га) | Розташування                                          | Створення                | Дата                 | Характеристика | Фото |
| - | ------------------------------------------ | ---------- | ---------- | ----------------------------------------------------- | ------------------------ | -------------------- | --- | ---- |
| 1 | Луки долини Луги біля присілка Нове Овсіне | комплексна | 408,8      | Передольське сільське поселення, присілок Нове Овсіне | Постанова Уряду НО № 110 | 23 березня 2011 року | Різноманітні мальовничі форми рельєфу долини річки Луга, відслонення девонських вапняків, ерратичні валуни. Низькотравні луки на карбонатних ґрунтах (рослинні асоціації з рідкісними кальцефілами, у тому числі орхідні); вторинні широколистяні і дрібнолистяні ліси, прируслові ліси; заплавні комплекси. Ділянка верхньої течії річки Луга з рідкісними видами ґрунтів на карбонатних породах. Місця зростання рідкісних видів рослин і грибів, проживання рідкісних видів тварин. |      |
| 2 | Диво-поляна біля станції Мойка             | ботанічна  | 0,25       | Мойкинське сільське поселення                         | Постанова Уряду НО № 454 | 28 серпня 2014 року  | Унікальна лучна екосистема, місце зростання рідкісних видів рослин і проживання рідкісних видів тварин. |      |
| 3 | Ландшафт околиць присілка Івня             | комплексна | 282        | Батецьке сільське поселення, присілок Івня            | Постанова Уряду НО № 74  | 5 березня 2020 року  | Льодовикові і антропогенні форми рельєфу. Альвари (місця зростання орхідних). Соснові бори з рідкісними видами рослин; мішані й листяні ліси з широколистяними породами. Заплавні ділянки верхньої і середньої течії річки Івенка (правої притоки Луги). Рідкісні види ґрунтів. Місця зростання рідкісних і зникаючих видів рослин і грибів; місця проживання рідкісних видів тварин.                                                                                                  |      |

До змісту

### Боровицький район
На території Боровицького району створено 21 пам'ятку природи на площі більше 1,4 тис. га, 7 комплексного профілю (ландшафтні), 4 геологічного (геоморфологічного), 6 гідрологічного, 6 біологічного (ботанічного).
| №  | Назва                                     | Тип                      | Площа (га) | Розташування                                   | Створення                                         | Дата                 | Характеристика | Фото |
| -- | ----------------------------------------- | ------------------------ | ---------- | ---------------------------------------------- | ------------------------------------------------- | -------------------- | --- | ---- |
| 4  | Абросимівський бір                        | комплексна               | 43,7       | Травковське сільське поселення                 | Постанова Новгородської обласної думи № 409-ОД    | 29 липня 1996 року   | Сосновий бір. |      |
| 5  | Бобровські гори                           | геологічна               | 212,5      | Железковське сільське поселення                | Постанова Новгородської обласної думи № 409-ОД    | 29 липня 1996 року   | Камові пагорби з рідкісними і зникаючими рослинами на них. |      |
| 6  | Волгіно                                   | ботанічна, геологічна    | 43,7       | Сушанське сільське поселення, присілок Волгіно | Розпорядження виконкому ради депутатів НО № 613-р | 23 вересня 1977 року | Виходи на поверхню корінних гірських порід в долині Мсти. Рідкісні види рослин. |      |
| 7  | Озеро Пірос                               | комплексна               | 800        | Железковське сільське поселення                | Розпорядження виконкому ради депутатів НО № 613-р | 23 вересня 1977 року | Комплекс акваторії озера Пірос і навколишніх прибережних аквальних природних комплексів. Рідкісні види рослин. Неолітичні археологічні пам'ятки. |      |
| 8  | Водоспад на Чалпі                         | гідрологічна             | 13,16      | Передське сільське поселення                   | Постанова Новгородської обласної думи № 409-ОД    | 29 липня 1996 року   | Каньйон річки Чалпа, виходи корінних порід, водоспад. |      |
| 9  | Водоспад в гирлі Поноретки                | гідрологічна             | ~          | Опеченське сільське поселення                  | Рішення виконкому НО № 610                        | 28 жовтня 1974 року  | Виходи корінних порід, відслонення на берегах річки Мста, гроти і водоспад в гирлі її притоки, річки Поноретка. Суха долина Поноретки, що зникає в карстових понорах, окремі карстові воронки. Рідкісні й зникаючі види рослин і тварин. Об'єкти культурної спадщини. |      |
| 10 | Опеченсько-посадський дендрологічний парк | ботанічна                | 0,19       | Опеченське сільське поселення                  | Постанова Новгородської обласної думи № 250-ОД    | 27 вересня 1995 року | Дендрологічний парк з колекцією місцевих й екзотичних видів рослин. |      |
| 11 | Діброва в присілку Дубки                  | комплексна               | 50         | Єгольське сільське поселення                   | Рішення виконкому облради НО № 30                 | 18 січня 1991 року   | Діброви паркового типу з домішкою осини, липи та берези; ліщина та шипшина в ярусі підліску; густе різнотрав'я на галявинах. |      |
| 12 | Джерело «Святинька»                       | гідрологічна             | ~          | Опеченське сільське поселення                  | Постанова Новгородської обласної думи № 409-ОД    | 27 липня 1996 року   | Природне джерело, що має культурну цінність. |      |
| 13 | Карстова воронка                          | геологічна               | ~          | Опеченське сільське поселення                  | Рішення виконкому облради НО № 30                 | 18 січня 1991 року   | Своєрідна карстова форма рельєфу. |      |
| 14 | Карстові озера Криве, Біле, Грязне        | комплексна               | 112,5      | Опеченське сільське поселення                  | Постанова Новгородської обласної думи № 409-ОД    | 27 липня 1996 року   | Гідрологічний комплекс карстових озер Криве, Біле, Грязне. |      |
| 15 | Карстова річка Серебрянка                 | комплексна               | 22         | Волокське сільське поселення                   | Постанова Новгородської обласної думи № 409-ОД    | 27 липня 1996 року   | Гідрологічно-геоморфологічний комплекс річкової долини карстової річки Серебрянка. |      |
| 16 | Лісове урочище «Кедрачі»                  | ботанічна                | ~          | Сушиловське сільське поселення                 | Рішення виконкому облради НО № 30                 | 18 січня 1991 року   | Гай кедру сибірського. |      |
| 17 | Озеро Брусничне                           | комплексна               | 110,5      | Кончансько-Суворовське сільське поселення      | Постанова Новгородської обласної думи № 409-ОД    | 27 липня 1996 року   | Комплексний ландшафтно-гідрологічний об'єкт карстового озера і карстового рельєфу (карстова воронки й лійки). Типові рослинні біоценози боліт, соснові бори. Рідкісні види тварин і рослин.                                                                           |      |
| 18 | Плужинська озова гряда                    | геологічна               | 9,4        | Передське сільське поселення                   | Постанова Новгородської обласної думи № 409-ОД    | 27 липня 1996 року   | Реліктова льодовикова форма рельєфу — озова гряда. |      |
| 19 | Джерело Ключок                            | гідрологічна             | 6,1        | Передське сільське поселення                   | Постанова Новгородської обласної думи № 409-ОД    | 27 липня 1996 року   | Джерело з навколишнім комплексом болотної рослинності. |      |
| 20 | Ручай В'юн і лівобережжя Круппи           | гідрологічна             | 7          | Железковське сільське поселення                | Постанова Новгородської обласної думи № 409-ОД    | 27 липня 1996 року   | Ручав'я ручая В'юн з водоспадами та відслоненнями корінних порід по берегах річки Круппа. |      |
| 21 | Сибірський кедр                           | ботанічна                | ~          | Сушиловське сільське поселення                 | Рішення виконкому облради НО № 30                 | 18 січня 1991 року   | Окреме дерево сосни сибірської (Pinus sibirica Du Tour). |      |
| 22 | Сосна балканська (румелійська)            | ботанічна                | ~          | Волокське сільське поселення                   | Постанова Новгородської обласної думи № 409-ОД    | 27 липня 1996 року   | Окреме дерево сосни балканської (Pinus peuce). |      |
| 23 | Урочище «Софія» з карстовим озером        | комплексна, гідрологічна | 15,6       | Кончансько-Суворовське сільське поселення      | Постанова Новгородської обласної думи № 409-ОД    | 27 липня 1996 року   | Рельєф озової гряди з карстовими джерелами. Рідкісні та зникаючі види тварин та рослин. |      |
| 24 | Ясеневий гай                              | ботанічна                | ~          | Опеченське сільське поселення                  | Рішення виконкому облради НО № 30                 | 18 січня 1991 року   | Цінні рослинні асоціації рідкісних рослин Мар'їнського ясеневого гаю. |      |

До змісту

### Валдайський район
На території Валдайського району загальною площею 500 га створено 1 пам'ятку природи комплексного профілю (ландшафтна).
| №  | Назва                              | Тип        | Площа (га) | Розташування                 | Створення                          | Дата                | Характеристика | Фото |
| -- | ---------------------------------- | ---------- | ---------- | ---------------------------- | ---------------------------------- | ------------------- | --- | ---- |
| 25 | Озера Городно-Горстино і Стрегліно | комплексна | 500        | Єдровське сільське поселення | Рішення виконкому облради НО № 141 | 29 квітня 1988 року | Озерно-лісовий комлпекс водних об'єктів (озера Городно-Горстино і Стрегліно), джерел і своєрідних карстових форм рельєфу. Рідкісні та зникаючі види тварин і рослин (кальцефіли) та їхні місця зростання та проживання. |      |

До змісту

### Волотовський район
На території Волотовського району створено 1 пам'ятку природи геологічного профілю (геоморфологічна) площею 0,7 га.
| №  | Назва                      | Тип        | Площа (га) | Розташування                | Створення               | Дата                | Характеристика | Фото |
| -- | -------------------------- | ---------- | ---------- | --------------------------- | ----------------------- | ------------------- | --- | ---- |
| 26 | Валун біля присілка Камінь | геологічна | 0,7        | Ратицьке сільське поселення | Постанова Уряду НО № 78 | 10 лютого 2014 року | Ератичний гранітний валун з лишайнико-моховим покривом (літофітна рослинність), що має важливе етнографічно-культурне значення як об'єкт фольклору і язичницької обрядовості. |      |

До змісту

### Дем'янський район
На території Дем'янського району створено 2 пам'ятки природи загальною площею 3,5 тис. га, 2 гідрологічного і 1 геологічного профілю (гідрогеологічна).
| №  | Назва                 | Тип                      | Площа (га) | Розташування                           | Створення                         | Дата               | Характеристика                                  | Фото |
| -- | --------------------- | ------------------------ | ---------- | -------------------------------------- | --------------------------------- | ------------------ | ----------------------------------------------- | ---- |
| 27 | Болото Кневицький мох | гідрологічна             | 3471       | Ямницьке і Пєсоцьке сільське поселення | Рішення виконкому облради НО № 30 | 18 січня 1991 року | Ландшафти, водні об'єкти, флора й фауна болота. |      |
| 28 | Твердовське джерело   | гідрологічна, геологічна | 25         | Ільїногорське сільське поселення       | Рішення виконкому облради НО № 30 | 18 січня 1991 року | Джерело з навколишнім ландшафтом.               |      |

До змісту

### Крестецький район
На території Крестецького району створено 8 пам'яток природи загальною площею 3,4 тис. га, 4 комплексних, 3 ландшафтних, 1 геологічного, 4 гідрологічного, 3 ботанічного, 1 зоологічного і 2 геоморфологічного профілю.
| №  | Назва                                        | Тип                                             | Площа (га) | Розташування                     | Створення                                      | Дата               | Характеристика | Фото |
| -- | -------------------------------------------- | ----------------------------------------------- | ---------- | -------------------------------- | ---------------------------------------------- | ------------------ | --- | ---- |
| 29 | Озеро Гверстяниця з навколишніми ландшафтами | комплексна, гідрологічна, ботанічна, зоологічна | 781        | Крестецьке міське поселення      | Постанова Новгородської обласної думи № 409-ОД | 27 липня 1996 року | Ландшафтно-гідрологічний комплекс озера Гверстяниця, прилеглий каньйон струмка, урвистий берег Холови, разом із ботанічними і археологічними об'єктами |      |
| 30 | Озерно-лісовий комплекс витоків Холови       | комплексна, ландшафтна, гідрологічна            | 1504,4     | Новорахінське сільське поселення | Постанова Новгородської обласної думи № 409-ОД | 27 липня 1996 року | Ландшафтно-гідрологічний комплекс |      |
| 31 | Озова гряда                                  | геологічна, геоморфологічна                     | 115        | Ручаївське сільське поселення    | Постанова Новгородської обласної думи № 409-ОД | 27 липня 1996 року | Озове пасмо разом із рослинним покривом |      |
| 32 | Раменські луки                               | комплексна, ландшафтна, ботанічна               | 122,8      | Ручаївське сільське поселення    | Постанова Новгородської обласної думи № 409-ОД | 27 липня 1996 року | Рослинні угруповання лук |      |
| 33 | Святе Джерельце поблизу Ямської Слободи      | гідрологічна                                    | 0,95       | Крестецьке міське поселення      | Постанова Новгородської обласної думи № 409-ОД | 27 липня 1996 року | Джерело Святе Джерельце поблизу села Ямська Слобода |      |
| 34 | Святе джерело біля річки Ветренка            | гідрологічна                                    | 0,8        | Усть-Волмське сільське поселення | Постанова Новгородської обласної думи № 409-ОД | 27 липня 1996 року | Джерело Святе джерело поблизу річки Ветренка |      |
| 35 | Сосна балканська (румелійська)               | ботанічна                                       | 0,02       | Ручаївське сільське поселення    | Постанова Новгородської обласної думи № 409-ОД | 27 липня 1996 року | Два дерева сосни румелійської разом із навколишніми рослинними угрупованнями як цілісний біотоп рідкісних видів рослин.                                |      |
| 36 | Урочище «Личенка»                            | комплексна, ландшафтна                          | 857        | Зайцевське сільське поселення    | Постанова Новгородської обласної думи № 409-ОД | 27 липня 1996 року | Мальовничий ландшафт урочища, форми рельєфу, багаторічні модринники, рідкісні види флори й фауни.                                                      |      |

До змісту

### Любитинський район
На території Любитинського району створено 5 пам'яток природи загальною площею більше 4,0 тис. га, 4 комплексних, 3 ландшафтних, 3 геологічного, 1 ботанічного і 1 гідрологічного профілю.
| №  | Назва                                             | Тип                                           | Площа (га) | Розташування                                                      | Створення                                             | Дата                   | Характеристика | Фото |
| -- | ------------------------------------------------- | --------------------------------------------- | ---------- | ----------------------------------------------------------------- | ----------------------------------------------------- | ---------------------- | --- | ---- |
| 37 | Долина карстової річки Олешна                     | гідрологічна, геологічна                      | ~          | Любитинське сільське поселення, річка Олешна, права притока Білої | Рішення Виконкому Облради народних депутатів НО № 368 | 13 листопада 1989 року | Долина річки Олешна, карстові форми рельєфу, унікальні відслонення дочетвертинних порід на берегах річки. |      |
| 38 | Відслонення кам'яновугільних порід в долині Білої | комплексна, геологічна                        | ~          | Любитинське сільське поселення, присілок Шереховичі               | Рішення Виконкому Облради народних депутатів НО № 141 | 29 квітня 1988 року    | Відслонення кам'яновугільних порід в долині Білої та її приток (Прикша, Осниця, Олешна, струмок Рикун). Потужні карстові джерела та понори; водоспади на річках Прикша та Осниця. Карстові поля у верхів'ях приток Білої. Льодовикові форми рельєфу — ками, ози, залишкові морени. Біоценози мішаних лісів на пагорбах і лучні у долині та заплаві Білої з рідкісними видами рослин. |      |
| 39 | Моренні пагорби, вкриті лісом                     | комплексна, ландшафтна                        | ~          | Любитинське сільське поселення                                    | Рішення Виконкому Облради народних депутатів НО № 368 | 13 листопада 1989 року | Комплес цінних археологічних об'єктів: могили, кургани, насипи, культурні шари середньовічних городищ, залишки присадибних парків. Льодовикові форми рельєфу — ками, ози, залишкові морени; відслонення кам'яновугільних порід в долині Білої та її приток; відвали історичних кам'яновугільних виробок. Лісові та лучні біоценози із рідкісними видами рослин в долині річки Біла.  |      |
| 40 | Звонецька височина                                | комплексна, ландшафтна, геологічна, ботанічна | 4014,6     | Неболицьке сільське поселення, озерно-льодовикове плато           | Рішення Виконкому Облради народних депутатів НО № 368 | 13 листопада 1989 року | Еталонна ландшафтно-геоморфологічна структура льодовиково-акумулятивного типу з пласковершинними височинами столоподібіної форми. Рідкісні для природної зони види ґрунтів. Місцезнаходження рідкісних видів рослин і грибів. |      |
| 41 | Карстова річка Рагуша                             | комплексна, ландшафтна                        | ~          | Неболицьке сільське поселення                                     | Рішення Виконкому Облради народних депутатів НО № 368 | 13 листопада 1989 року | Ландшафти долини річки Рагуша, що витікає з озера Велике Нікулінське. Місцезнаходження рідкісних видів тварин, рослин і грибів. |      |

До змісту

### Маловішерський район
На території Маловішерського району створено 7 пам'яток природи загальною площею 8,0 тис. га, 4 комплексних, 4 ландшафтних, 1 геологічного, 2 ботанічного профілю і 1 садово-паркового мистецтва.
| №  | Назва                                                      | Тип                             | Площа (га) | Розташування                                   | Створення                                             | Дата                   | Характеристика | Фото |
| -- | ---------------------------------------------------------- | ------------------------------- | ---------- | ---------------------------------------------- | ----------------------------------------------------- | ---------------------- | --- | ---- |
| 42 | Верхові болота Бритинське, Бургинське                      | комплексна, ландшафтна          | 7400       | Вереб'їнське сільське поселення                | Рішення Виконкому Новгородської облради № 141         | 29 квітня 1988 року    | Частково цілісні первинні ландшафти верхових боліт Бритинське — 3,5 тис. га і Бургинське (Панницьке) — 3,9 тис. га. Цінні журавлинники, мисливсько-промилові тварини, рідкісні та зникаючі рослини і тварини. |      |
| 43 | Ландшафт долини Веребушки                                  | комплексна, ландшафтна          | 595        | Вереб'їнське сільське поселення                | Постанова Новгородської обласної думи № 409-ОД        | 27 липня 1996 року     | Рельєф місцевості, старий насип залізничної колії, частина прилеглого кар'єру (15 x 20 м), як геоморфологічний еталон.                                                                                        |      |
| 44 | Ландшафт околиць Льзи                                      | комплексна, ландшафтна          | 6          | Вереб'їнське сільське поселення, село Льзи     | Постанова Новгородської обласної думи № 409-ОД        | 27 липня 1996 року     | Ландшафти корінного берега річки Мста. Біотопи рідкісних рослин, дубравні насадження та об'єкти культурної спадщини навколишніх сіл.                                                                          |      |
| 45 | Парк садиби Борейши                                        | комплексний, пейзажний          | 10         | Вереб'їнське сільське поселення, село Льзи     | Рішення Виконкому Облради народних депутатів НО № 368 | 13 листопада 1989 року | Пам'ятка пейзажно-паркового мистецтва, садиба відомого інженера-будівельника залізниць Петра Борейши. Археологічні об'єкти.                                                                                   |      |
| 46 | Сосна балканська (румелійська) на околицях присілку Красна | ботанічна                       | ~          | Бургинське сільське поселення, присілок Красна | Постанова Новгородської обласної думи № 409-ОД        | 27 липня 1996 року     | Два дерева сосни румелійської. |      |
| 47 | Відслонення кварцових пісків «Мстинський міст»             | геологічна (рудно-петрологічна) | 10,5       | Бургинське сільське поселення                  | Постанова Новгородської обласної думи № 409-ОД        | 27 липня 1996 року     | Відслонення кварцових пісків в районі урочища Мстинський міст. |      |
| а  | Олеговий гай                                               | ландшафтна, ботанічна           | 5,7        | Маловішерське міське поселення                 | Постанова Адміністрації Маловішерського району № 110  | 26 червня 2001 року    | Долина річки Мала Вішерка у межах міста. |      |

До змісту

### Марьовський район
На території Марьовського району створено 6 пам'яток природи загальною площею 1,2 тис. га, з яких 5 комплексного (ландшафтного) профілю і 1 біологічного (ботанічного).
| №  | Назва                          | Тип                    | Площа (га) | Розташування                                                 | Створення                                      | Дата               | Характеристика | Фото |
| -- | ------------------------------ | ---------------------- | ---------- | ------------------------------------------------------------ | ---------------------------------------------- | ------------------ | --- | ---- |
| 48 | Каньйон річки Марьовка         | комплексна, ландшафтна | 27,4       | Моїсеївське сільське поселення, присілок Одоєво              | Постанова Новгородської обласної думи № 409-ОД | 27 липня 1996 року | Ландшафт каньйону річки Марьовка. Рідкісні види рослин. |      |
| 49 | Велільське болото              | ландшафтна             | 880,1      | Моїсеївське сільське поселення                               | Постанова Новгородської обласної думи № 409-ОД | 27 липня 1996 року | Рослинні болотні угруповання. |      |
| 50 | Красненський Бір               | комплексна, ландшафтна | 193,8      | Велільське сільське поселення                                | Постанова Новгородської обласної думи № 409-ОД | 27 липня 1996 року | Рослинні угруповання соснового бору. |      |
| 51 | Пейзажний парк «Хлебалово»     | біологічна (ботанічна) | 9,2        | Моїсеївське сільське поселення                               | Постанова Новгородської обласної думи № 409-ОД | 27 липня 1996 року | Природно і природно-антропогенні комплекси. Рідкісні види рослин, серед яких червонокнижні пальчатокорінник балтійський (Dactylorhiza baltica) і осока віддаленоколоскова (Carex distans). |      |
| 52 | Вигін річки Пола поблизу Любно | ландшафтна             | 94,1       | Молвотицьке сільське поселення                               | Постанова Новгородської обласної думи № 409-ОД | 27 липня 1996 року | Мальовничі ландшафти і археологічні об'єкти (курганна група). |      |
| 53 | Соснові бори на камових грядах | комплексна, ландшафтна | 7,1        | Моїсеївське сільське поселення, поселення Антаново і Карцево | Постанова Новгородської обласної думи № 409-ОД | 27 липня 1996 року | Льодовикові форми рельєфу (ками). Рослинні угруповання. |      |

До змісту

### Мошенський район
На території Мошенського району жодної діючої пам'ятки природи.
До змісту

### Новгородський район
На території Новгородського району створено 10 пам'яток природи загальною площею 3 тис. га, з яких 8 комплексного, 2 геологічного (геоморфологічного), 6 біологічного (ботанічного), 1 ландшафтного і 1 гідрологічного профілю.
| №  | Назва                | Тип                         | Площа (га) | Розташування                    | Створення                                      | Дата                   | Характеристика | Фото |
| -- | -------------------- | --------------------------- | ---------- | ------------------------------- | ---------------------------------------------- | ---------------------- | --- | ---- |
| 54 | Бронницькі діброви   | комплексна, ландшафтна      | 552        | Бронницьке сільське поселення   | Постанова Уряду Новгородської області № 126    | 7 квітня 2020 року     | Лісовий масив з широколистяними породами дерев (дуб звичайний) і типовими для них рослинними угрупованнями. Типові для дібров ґрунти.          |      |
| 55 | Бронницька гора      | геологічна, геоморфологічна | 4          | Бронницьке сільське поселення   | Постанова Новгородської обласної думи № 409-ОД | 27 липня 1996 року     | Льодовикова форма рельєфу. Історико-культурний ландшафт.                                                                                       |      |
| 56 | Борківські діброви   | комплексна, ботанічна       | 449,4      | Борківське сільське поселення   | Постанова Уряду Новгородської області № 127    | 7 квітня 2020 року     | Лісовий масив з широколистяними породами дерев (дуб звичайний) і типовими для них рослинними угрупованнями. Типові для дібров ґрунти.          |      |
| 57 | Волинські діброви    | комплексна, ботанічна       | 132        | Савінське сільське поселення    | Постанова Уряду Новгородської області № 67     | 3 березня 2020 року    | Лісовий масив з широколистяними породами дерев (дуб звичайний) і типовими для них рослинними угрупованнями. Типові для дібров ґрунти.          |      |
| 58 | Мшазькі діброви      | комплексна, ботанічна       | 493,5      | Савінське сільське поселення    | Постанова Уряду Новгородської області № 65     | 3 березня 2020 року    | Лісовий масив з широколистяними породами дерев (дуб звичайний) і типовими для них рослинними угрупованнями. Типові для дібров ґрунти.          |      |
| 59 | Нільські діброви     | комплексна, ботанічна       | 436,5      | Пролетарське сільське поселення | Постанова Уряду Новгородської області № 66     | 3 березня 2020 року    | Лісовий масив з широколистяними породами дерев (дуб звичайний) і типовими для них рослинними угрупованнями. Типові для дібров ґрунти.          |      |
| 60 | Пролетарські діброви | комплексна, ботанічна       | 603,3      | Пролетарське сільське поселення | Постанова Уряду Новгородської області № 64     | 3 березня 2020 року    | Лісовий масив з широколистяними породами дерев (дуб звичайний) і типовими для них рослинними угрупованнями. Типові для дібров ґрунти.          |      |
| 61 | Савинські діброви    | комплексна, ботанічна       | 116        | Савінське сільське поселення    | Постанова Уряду Новгородської області № 63     | 3 березня 2020 року    | Лісовий масив з широколистяними породами дерев (дуб звичайний) і типовими для них рослинними угрупованнями. Типові для дібров ґрунти.          |      |
| 62 | Сіверсов канал       | комплексна, гідрологічна    | 15         | Савінське сільське поселення    | Рішення виконкому НО № 610                     | 28 жовтня 1974 року    | Перша гідротехнічна споруда в Росії, зведена за проєктом імператора Петра I. Навколишні ландшафти, рослинні угруповання і берегозахисна смуга. |      |
| 63 | Синій камінь         | геологічна, геоморфологічна | 200        | Пролетарське сільське поселення | Рішення Виконкому Новгородської облради № 368  | 13 листопада 1989 року | Ератичний валун на східному березі озера Ільмень. Етнографічно-культурний ландшафт.                                                            |      |

До змісту

### Окуловський район
На території Окуловського району створено 22 пам'ятки природи загальною площею не менше 28 тис. га, з яких 9 комплексного, 11 ландшафтного, 3 геологічного, 11 геоморфологічного, 12 гідрологічного, 3 біологічного профілю.
| №  | Назва                                                   | Тип                                                               | Площа (га) | Розташування                                          | Створення                                           | Дата                 | Характеристика | Фото |
| -- | ------------------------------------------------------- | ----------------------------------------------------------------- | ---------- | ----------------------------------------------------- | --------------------------------------------------- | -------------------- | --- | ---- |
| I  | Гай академіка М. І. Желєзнова                           | біологічна, ботанічна                                             | 4,3        | Боровенківське сільське поселення                     | Постанова Державного планового комітету РРФСР № 199 | 24 вересня 1986 року | Насадження модрини сибірської, ялиці сибірської, туї та інших порід у Боровенківському лісництві (квартали № 49-50). |      |
| 64 | Нижня течія Лляної                                      | гідрологічна, геологічна                                          | 22000      | Котовське сільське поселення                          | Рішення Виконкому Новгородської облради № 399       | 11 грудня 1987 року  | Відслонення четвертинних, кам'яновугільних і девонських порід по берегам річки Лляна. |      |
| 65 | Середня течія Лляної                                    | гідрологічна, геологічна                                          | 1000       | Котовське сільське поселення                          | Рішення Виконкому Новгородської облради № 399       | 11 грудня 1987 року  | Відслонення девонських порід з палеонтологічними знахідками викопних риб по берегам річки Лляна. Ландшафти. |      |
| 66 | Заозерська аккумулятивна водно-льодовикова гряда        | геоморфологічна                                                   | 2668,3     | Березовицьке сільське поселення                       | Постанова Адміністрації НО № 105                    | 5 березня 2012 року  | Заозерська аккумулятивна водно-льодовикова гряда як приклад льодовиково-акумулятивного рельєфу з флювіогляціальною дельтою, озовими і моренними пасмами, камовим горбисто-западинним рельєфом, різні види постгляціальних рівнин (моренна, озерно-льодовикова і озерна, флювіогляціальна). Озера Нало, Мосно, Запереччя зі струмками Попівка і Дорка. Рослинні угруповання південної тайги, дрібнолистяні вторинні ліси, болотна і лучна рослинність, прибережні озерні біоценози. |      |
| 67 | Заручев'є                                               | комплексна, ландшафтна, ботанічна, гідрологічна                   | 380,4      | Боровенківське сільське поселення                     | Постанова Уряду НО № 37                             | 31 січня 2014 року   | Рослинні угруповання південної тайги, дрібнолистяні вторинні ліси. Насадження інтродукованих деревних порід XIX століття: модрина сибірська (Abies sibirica), в'яз гладкий (Ulmus laevis), ялиця сибірська (Larix sibirica). Водні об'єкти. Керамічна дренажна система XIX століття. |      |
| 68 | Мурашиний мікрозаказник «Зельоніха»                     | комплексна, ландшафтна, біологічна                                | 170,5      | Березовицьке сільське поселення                       | Постанова Уряду НО № 327                            | 28 вересня 2017 року | Мурашники. Рослинні угруповання південної тайги, дрібнолистяні вторинні ліси. Рідкісні та зникаючі види рослин, такі як пальчатокорінник балтійський (Dactylorhiza baltica), і тварин. |      |
| 69 | Озеро Ближнє                                            | гідрологічна                                                      | ~          | Угловське сільське поселення                          | Рішення Виконкому Новгородської облради № 399       | 11 грудня 1987 року  | Акваторія озера з прилеглими прибережними ландшафтами. |      |
| 70 | Озеро Дальнє (Сінне)                                    | гідрологічна, геоморфологічна                                     | ~          | Угловське сільське поселення                          | Рішення Виконкому Новгородської облради № 399       | 11 грудня 1987 року  | Акваторія озера з прилеглими прибережними ландшафтами. |      |
| 71 | Озеро Лляне з мизами «Гирло» і «Відрада» (Пилкина миза) | гідрологічна, ландшафтна                                          | ~          | Боровенківське сільське поселення                     | Роспорядження виконкому ради депутатів НО № 613-р   | 23 вересня 1977 року | Акваторія озера з прилеглими прибережними ландшафтами. |      |
| 72 | Боровненські ози                                        | геоморфологічна                                                   | ~          | Трубне сільське поселення                             | Рішення Виконкому Новгородської облради № 399       | 11 грудня 1987 року  | Льодовикові форми рельєфу, ози і морени, камовий горбисто-западинний рельєфом. Акваторія водних об'єктів з прилеглими прибережними ландшафтами. |      |
| 73 | Опеченські гори                                         | комплексна, геоморфологічна, ландшафтна                           | 481,9      | Кулотинське сільське поселення                        | Постанова Уряду НО № 606                            | 10 грудня 2014 року  | Камовий горбисто-западинний рельєф. Комплекс різновисотних пагорбів. Рослинні угруповання південної тайги, що характерні для камового ландшафту, дрібнолистяні вторинні ліси. |      |
| 74 | Відкритий карст поблизу присілка Труби                  | комплексна, геоморфологічна, ландшафтна                           | 30,6       | Угловське сільське поселення, на захід від села Труби | Постанова Уряду НО № 326                            | 28 вересня 2017 року | Моренна рівнина з карстовими формами рельєфу (западини лійки, понори). |      |
| 75 | Велікушський парк                                       | комплексна, ландшафтна                                            | ~          | Котовське сільське поселення                          | Рішення Виконкому Новгородської облради № 399       | 11 грудня 1987 року  | Багаторічні екземпляри дерев (дуб, липа, ялиця, ялина). |      |
| 76 | Річка Хоринка                                           | гідрологічна, геоморфологічна                                     | ~          | Боровенківське сільське поселення                     | Рішення Виконкому Новгородської облради № 399       | 11 грудня 1987 року  | Природні комплекси річки Хоринка з ділянками нересту та виросту риб реофільного комплексу (форель, харіус європейський), міграційні шляхи нерестових риб. Останнє місцезнаходження на території регіону скойки річкової, а також вразливої скойки товстої (Unio crassus). Характерні форми льодовикового рельєфу. Малопорушені ділянки лісів. |      |
| 77 | Річка Шегринка                                          | ландшафтна, гідрологічна                                          | ~          | Угловське сільське поселення                          | Рішення Виконкому Новгородської облради № 399       | 11 грудня 1987 року  | Річка Шегринка. Лучна і лісова рослинність річкових берегів. |      |
| 78 | Поліщицьке джерело                                      | гідрологічна                                                      | ~          | Кулотинське сільське поселення                        | Рішення Виконкому Новгородської облради № 399       | 11 грудня 1987 року  | Джерела і водойма яку вони утворюють, навколишній ландшафт. |      |
| 79 | Семиручав'я                                             | комплексна, гідрологічна, геоморфологічна, біологічна, ландшафтна | 160        | Котовське сільське поселення                          | Постанова Адміністрації НО № 598                    | 9 жовтня 2012 року   | Уступ лівого коренного берега Мсти. Відслонення гірських порід фаменського ярусу верхнього девону. Численні джерела і струмки, що течуть з уступу корінного берега до Мсти, утворюючі мальовничі каньйони. Біоценози річкової долини і корінного берега. Рідкісні та зникаючі види рослин (пальчатокорінник балтійський, сідач коноплевий, осока рідкоколоса). |      |
| 80 | Озерна система Чорна Губа, Колпинець, Іногощенське      | гідрологічна                                                      | ~          | Угловське сільське поселення                          | Рішення Виконкому Новгородської облради № 399       | 11 грудня 1987 року  | Озера Чорна Губа, Колпинець та Іногощенське. Озерна та прибережна рослинність системи озер. |      |
| 81 | Урочище «Ключик»                                        | гідрологічна                                                      | ~          | Угловське сільське поселення                          | Рішення Виконкому Новгородської облради № 399       | 11 грудня 1987 року  | Комплекс джерел, багаторічні ялини та інша рослинність довкола. |      |
| 82 | Урочище «Кобиляча гора»                                 | комплексна, геоморфологічна, ландшафтна                           | 198,7      | Кулотинське сільське поселення                        | Постанова Уряду НО № 325                            | 28 вересня 2017 року | Водно-льодовикове пасмо, камові і моренні пагорби, горбисто-западинний рельєф. Рослинні угруповання південної тайги, дрібнолистяні вторинні ліси. |      |
| 83 | Урочище «Лиха круча»                                    | геоморфологічна, геологічна                                       | ~          | Кулотинське сільське поселення                        | Рішення Виконкому Новгородської облради № 399       | 11 грудня 1987 року  | Відслонення відкладень озерно-льодовикових пісків. Джерела. Місця зростання червонокнижних видів рослин. |      |
| 84 | Уступ поблизу Заручів'я і Високого Острова              | комплексна, геоморфологічна, гідрологічна, ландшафтна             | 130,5      | Боровенківське сільське поселення                     | Постанова Уряду НО № 421                            | 29 жовтня 2015 року  | Озерно-льодовикова і моренна рівнина. Численні джерела і струмки. |      |
| 85 | Пагорби «Бальдазари»                                    | комплексна, геоморфологічна, ландшафтна                           | 672,2      | Кулотинське сільське поселення                        | Постанова Уряду НО № 328                            | 28 вересня 2017 року | Льодовикові форми рельєфу (ками, ози). Рослинні угруповання південної тайги, дрібнолистяні вторинні ліси. |      |

До змісту

### Парфінський район
На території Парфінського району жодної діючої пам'ятки природи.
До змісту

### Пестовський район
На території Пестовського району створено 2 пам'ятки природи загальною площею 1,4 тис. га, комплексного (ландшафтного) і гідрологічного профілю.
| №  | Назва                  | Тип                    | Площа (га) | Розташування                                        | Створення                          | Дата                | Характеристика | Фото |
| -- | ---------------------- | ---------------------- | ---------- | --------------------------------------------------- | ---------------------------------- | ------------------- | --- | ---- |
| 86 | Устя-Кіровське джерело | гідрологічна           | 1          | Пестовське сільське поселення, село Устя-Кіровське  | Рішення виконкому облради НО № 141 | 29 квітня 1988 року | Карстове озеро, джерело прісної води. Прибережні та водні рослинні угруповання. |      |
| 87 | Пришвінські місця      | комплексна, ландшафтна | 1383,2     | Лаптєвське сільське поселення, околиці села Лаптєво | Рішення виконкому облради НО № 141 | 29 квітня 1988 року | Ландшафти боліт, озерно-льодовикові, моренні. Озера і болота у западинах льодовикового походження. Рослинні угруповання мішаних і широколистяних лісів, лук і боліт. Біотопи рідкісних рослин і тварин. |      |

До змісту

### Поддорський район
На території Поддорського району створено 1 пам'ятку природи біологічного (ботанічного) профілю.
| №  | Назва                                 | Тип       | Площа (га) | Розташування                  | Створення                              | Дата               | Характеристика                                                           | Фото |
| -- | ------------------------------------- | --------- | ---------- | ----------------------------- | -------------------------------------- | ------------------ | ------------------------------------------------------------------------ | ---- |
| 88 | Лісові квартали № 4, № 10, № 20, № 21 | ботанічна | ~          | Поддорське сільське поселення | Розпорядження Адміністрації НО № 26-рз | 13 січня 1992 року | Водно-болотні угіддя. Рідкісні та зникаючі види тварин, рослин і грибів. |      |

До змісту

### Солецький район
На території Солецького району створено 8 пам'яток природи загальною площею 0,27 тис. га, з яких 6 комплексного, 5 ландшафтного, 1 геологічного, 2 гідрологічного, 4 ботанічного і 1 зоологічного профілю.
| №  | Назва                       | Тип                                  | Площа (га) | Розташування                                     | Створення                                     | Дата                | Характеристика | Фото |
| -- | --------------------------- | ------------------------------------ | ---------- | ------------------------------------------------ | --------------------------------------------- | ------------------- | --- | ---- |
| 89 | Кам'янка                    | комплексна, ландшафтна, ботанічна    | 10         | Горське сільське поселення, присілок Кам'янка    | Постанова Адміністрації НО № 387              | 10 грудня 2001 року | Старовинний парковий ансамбль російської садиби з комплексом ставків і липових алей, насадженнями ялиці та ялини, навколо ставів — дуб, верба, в'яз.        |      |
| 90 | Валуни на річці Шелонь      | комплексна, геологічна, гідрологічна | 2          | Дубровське сільське поселення                    | Постанова Адміністрації НО № 387              | 10 грудня 2001 року | Річковий перекат на річці Шелонь. Широколистяні ліси по берегах.                                                                                            |      |
| 91 | Гніздо білих лелек          | зоологічна                           | ~          | Горське сільське поселення, присілок Ілемно      | Рішення Виконкому новгородської облради № 141 | 29 квітня 1988 року | Гніздо білих лелек. |      |
| 92 | Солецьке мінеральне джерело | гідрологічна                         | 0,05       | Солецьке міське поселення                        | Постанова Адміністрації НО № 387              | 10 грудня 2001 року | Мінеральне джерело. |      |
| 93 | Молочковський бір           | комплексна, ландшафтна               | 200        | Дубровське сільське поселення, присілок Сосновка | Постанова Адміністрації НО № 387              | 10 грудня 2001 року | Рослинні угруповання соснового бору. |      |
| 94 | Велебицький парк            | комплексна, ландшафтна, ботанічна    | 30,7       | Вибітське сільське поселення, село Велебиці      | Постанова Уряду НО № 54                       | 12 лютого 2018 року | Мальовничий високий берег річки Шелонь поблизу Велебиць. Насадження інтродукованих порід XVIII—XIX століть, природні біоценози берегів водойм, лук і лісів. |      |
| 95 | Парк-садиба «Вибіті»        | комплексна, ландшафтна, ботанічна    | 16         | Вибітське сільське поселення, село Вибіті        | Постанова Адміністрації НО № 387              | 10 грудня 2001 року | Пам'ятка садово-паркового мистецтва. |      |
| 96 | Горківський парк            | комплексна, ландшафтна, ботанічна    | 10         | Горське сільське поселення, село Горки           | Постанова Адміністрації НО № 387              | 10 грудня 2001 року | Парк-садиба зі збереженими деревними насадженнями. Мінеральні джерела.                                                                                      |      |

До змісту

### Старорусський район
На території Старорусського району створено 7 пам'яток природи загальною площею 0,4 тис. га, з яких 5 комплексного, 4 ландшафтного, 2 геологічного, 1 геоморфологічного, 1 гідрологічна, 1 ботанічного і 1 зоологічного профілю.
| №   | Назва                                                  | Тип                                           | Площа (га) | Розташування                                                 | Створення                                         | Дата                 | Характеристика | Фото |
| --- | ------------------------------------------------------ | --------------------------------------------- | ---------- | ------------------------------------------------------------ | ------------------------------------------------- | -------------------- | --- | ---- |
| 97  | Долина Псижі                                           | геологічна (палеонтологічна), гідрологічна    | 80         | Наговське сільське поселення                                 | Постанова Адміністрації НО № 387                  | 10 грудня 2001 року  | Відслонення верхнього девону в долині річки Псижа. Стратотип «березьких шарів» виділено з опорних відслонень вапняків поблизу села Буреги. Велика кількість мінеральних джерел. |      |
| 98  | Діброва уздовж західної сторони річок Крекша і Тулебля | комплексна, ландшафтна                        | 170        | Наговське сільське поселення                                 | Рішення Виконкому новгородської облради № 141     | 29 квітня 1988 року  | Рослинність приільменських заплавних дібров з характерною трав'янистою рослинністю. Рідкісні червонокнижні види рослин (фіалка багнова). |      |
| 99  | Подолжинська діброва                                   | комплексна, ландшафтна                        | 10         | Залученське сільське поселення                               | Постанова Адміністрації НО № 387                  | 10 грудня 2001 року  | Дубові насадження, рідкісні види рослин. |      |
| 100 | Ільменський глинт                                      | комплексна, ландшафтна, геологічна, ботанічна | 46,1       | Наговське сільське поселення                                 | Роспорядження виконкому ради депутатів НО № 613-р | 23 вересня 1977 року | Уступ (кліф) до 11 заввишки з відслоненнями теригенно-карбонатного комплексу франського ярусу верхнього девону (D3fr), стратотипи «ільменських» і «бурезьких шарів». Знахідки викопних решток фауни пізнього девону. Куестовий ландшафт. Унікальні біоценози прибережних озерних лук на карбонатних ґрунтах. Рідкісні червонокнижні види тварин і рослин. |      |
| 102 | Куличині луки                                          | зоологічна                                    | ~          | Наговське сільське поселення                                 | Постанова Адміністрації НО № 387                  | 10 грудня 2001 року  | Локальні популяції рідкісних видів і підвидів тварин. |      |
| 102 | Ландшафтний парк «Дубрава»                             | комплексна, ландшафтна                        | 30         | Новосельське сільське поселення, поблизу присілка Подцепоччя | Постанова Адміністрації НО № 387                  | 10 грудня 2001 року  | Дубові насадження, рідкісні види рослин. |      |
| 103 | Відторженець «Кривець» на річці Полість                | геологічна, комплексна, геоморфологічна       | 75         | Івановське сільське поселення                                | Постанова Адміністрації НО № 387                  | 10 грудня 2001 року  | Своєрідна форма денудації корінного берега (відторженець) річки Полість. |      |

До змісту

### Хвойнинський район
На території Хвойнинського району створено 4 пам'ятки природи загальною площею до 10 га, 1 геологічного профілю і 3 пейзажного (садово-паркового мистецтва).
| №   | Назва                          | Тип        | Площа (га) | Розташування                     | Створення                                     | Дата                   | Характеристика | Фото |
| --- | ------------------------------ | ---------- | ---------- | -------------------------------- | --------------------------------------------- | ---------------------- | --- | ---- |
| 104 | Валун                          | геологічна | ~          | Дворищенське сільське поселення  | Роспорядження виконкому ради депутатів НО     | 23 вересня 1977 року   | Конгломерат «Зміїний камінь» (Зміїне гніздо) |      |
| 105 | Парк колишньої садиби          | пейзажна   | 1          | Остахновське сільське поселення  | Рішення Виконкому Новгородської облради № 368 | 13 листопада 1989 року | Ландшафт долини річки Смердомки, деревні насадження парку колишньої садиби.                                                                               |      |
| 106 | Парк колишньої садиби Мякініна | пейзажна   | 4,5        | Анциферовське сільське поселення | Рішення Виконкому Новгородської облради № 368 | 13 листопада 1989 року | Деревні насадження парку садиби Мякініна. |      |
| 107 | Парк колишньої садиби Сіверса  | пейзажна   | 4          | Анциферовське сільське поселення | Рішення Виконкому Новгородської облради № 368 | 13 листопада 1989 року | Деревні насадження парку садиби колишнього губернатора Олександра Сіверса (дуб, ялина, липа, клен), територія півострова на березі озера Соміно, джерела. |      |

До змісту

### Холмський район
На території Холмського району створено 1 пам'ятку природи загальною площею 1,1 тис. га комплексного (ландшафтного, біологічного, гідрологічного) профілю.
| №   | Назва                                         | Тип                                                  | Площа (га) | Розташування                  | Створення               | Дата               | Характеристика | Фото |
| --- | --------------------------------------------- | ---------------------------------------------------- | ---------- | ----------------------------- | ----------------------- | ------------------ | --- | ---- |
| 108 | Долина річки Батутинки та її низовинні болота | комплексний, ландшафтний, гідрологічний, біологічний | 1141,8     | Морховське сільське поселення | Постанова Уряду НО № 54 | 4 лютого 2019 року | Біоценози низовинних боліт з угрупованнями меч-трави болотної (Cladium mariscus) і куги табернемонтани (Scirpus tabernaemontani). Ялиново-широколистяні (дуб, липа, в'яз, клен) та ялиново-чорновільхові ліси уздовж долини річки Батутинки, мезофітні різнотравні заплавні луки. Місця зростання і перебування рідкісних і зникаючих видів тварин, рослин і грибів. |      |

До змісту

### Чудовський район
На території Чудовського району створено 2 пам'ятки природи загальною площею 1062 га, 1 комплексного (ландшафтного) профілю, 1 біологічного (ботанічна).
| №   | Назва          | Тип                    | Площа (га) | Розташування                                            | Створення                                     | Дата                | Особливості | Фото |
| --- | -------------- | ---------------------- | ---------- | ------------------------------------------------------- | --------------------------------------------- | ------------------- | --- | ---- |
| 109 | Дубрави        | біологічна, ботанічна  | 1047,7     | Грузинське, Трегубовське й Успенське сільські поселення | Постанова Уряду НО № 389                      | 17 серпня 2020 року | Широколисті породи дерев (дуб звичайний, в'яз); типові для широколистяних лісів чагарники і трави. Рідкісні та види рослин, ґрунти дібров. |      |
| 110 | Урочище «Кава» | комплексна, ландшафтна | 14,0       | Грузинське сільське поселення                           | Рішення виконкому новгородської облради № 399 | 11 грудня 1987 року | Під охороною рослинний дерв'янисто-чагарниковий і ґрунтовий покрив.                                                                        |      |

До змісту

### Шимський район
На території Шимського району створено 4 пам'ятки природи загальною площею 439 га, 2 комплексного (ландшафтного, наукового, рекреаційного) профілю, 1 гідрологічного і 1 біологічного (ботанічна).
| №   | Назва                                          | Тип                    | Площа (га) | Розташування                                 | Створення                        | Дата                 | Характеристика | Фото |
| --- | ---------------------------------------------- | ---------------------- | ---------- | -------------------------------------------- | -------------------------------- | -------------------- | --- | ---- |
| 111 | Княжий двір                                    | комплексна, ландшафтна | 172,3      | Подгощинське сільське поселення              | Постанова Уряду НО № 477         | 16 вересня 2014 року | Унікальні природні комплекси лісового масиву і сухих лук на яких досліджується сукцесія за минуле століття. Природний комплекс використовується в рекреаційних цілях.                      |      |
| 112 | Сосновий бір                                   | ботанічна              | 263        | Уторгоське сільське поселення                | Постанова Адміністрації НО № 387 | 10 грудня 2001 року  | Лісові природні комплекси соснових борів на закинутих кар'єрах і камових ландшафтах. |      |
| 113 | Живодайне джерело                              | гідрологічна           | 1          | Шимське міське поселення                     | Постанова Уряду НО № 387         | 10 грудня 2001 року  | Облаштоване природне джерело разом з дерев'яною капличкою і навколишніми насадженнями. |      |
| 114 | Пагорб з рідкісними рослинами поблизу Людятино | комплексна, ландшафтна | 2,5        | Уторгоське сільське поселення, село Людятино | Постанова Уряду НО № 421         | 8 серпня 2014 року   | Пагорб льодовикового походження. Низовинне болото з ручаями. На території пам'ятки 12 видів рідкісних рослин, що перебувають під охороною. Ландшафт використовується в рекреаційних цілях. |      |

До змісту

## Червона книга
Від 1977 року в регіоні видається Червона книга Новгородської області — офіційний документ, що містить звід відомостей про стан, поширення та заходи охорони рідкісних видів (підвидів) диких тварин і дикорослих рослин, грибів на території області. До видання 2015 року було включено 408 видів: 122 — судинних рослин (плауновидних — 3, хвощевидних — 1, папоротевидних — 7, квіткових — 111), 47 — мохоподібних, 22 — водоростей (діатомових — 2, зелених — 1, стрептофітових — 6, харових — 5, червоних — 1; синьо-зелених — 7), 29 — лишайників, 71 — грибів (сумчастих — 6, базидіомицетів — 65); 2 — молюсків, 44 — членистоногих (ракоподібних — 1, комах — 43) і 71 — хребетних (круглоротих — 2, риб — 5, земноводних — 3, плазунів — 3, птахів — 47, ссавців — 11). 49 видів з регіональної Червоної книги занесені до Червоної книги Російської Федерації, 10 — до Червоного списку МСОП, 25 — підпадають під дію Конвенції CITES.

### Атласи і карти
- Атлас світу / голов. ред. І. С. Руденко ; зав. ред. В. В. Радченко ; відп. ред. О. В. Вакуленко. — К. : ДНВП «Картографія», 2005. — 336 с. — ISBN 9666315467.
- (рос.) (рос.) Физико-географический атлас мира / под ред. акад. И. П. Герасимова. — М. : Академия наук СССР и ГУГГК ГГК СССР, 1964. — 298 с. — 20 тис. прим.
- (рос.) Атлас Новгородской области / ред. коллегия: Шведчиков Б. Н., Селиверстов Ю. П., Дуров А. Г. и др.; ст. ред. Тимофеева Н.И. — М. : Главное управление геодезии и картографии при Совете Министров СССР, 1982.
- (рос.) Новгородская область: Атлас / Министерство экономического развития Российской Федерации. Федеральное агентство геодезии и картографии (Роскартография). — Великий Новгород : Новгородское аэрогеодезическое предприятие, 2008. — 144 с. — (Регионы России). — 200 екз.